# Szentistván
Szentistván é uma vila da Hungria, situada no condado de Borsod-Abaúj-Zemplén. Tem 51,07 km² de área e sua população em 2019 foi estimada em 2.429 habitantes.